# Liste der ColecoVision-Spiele

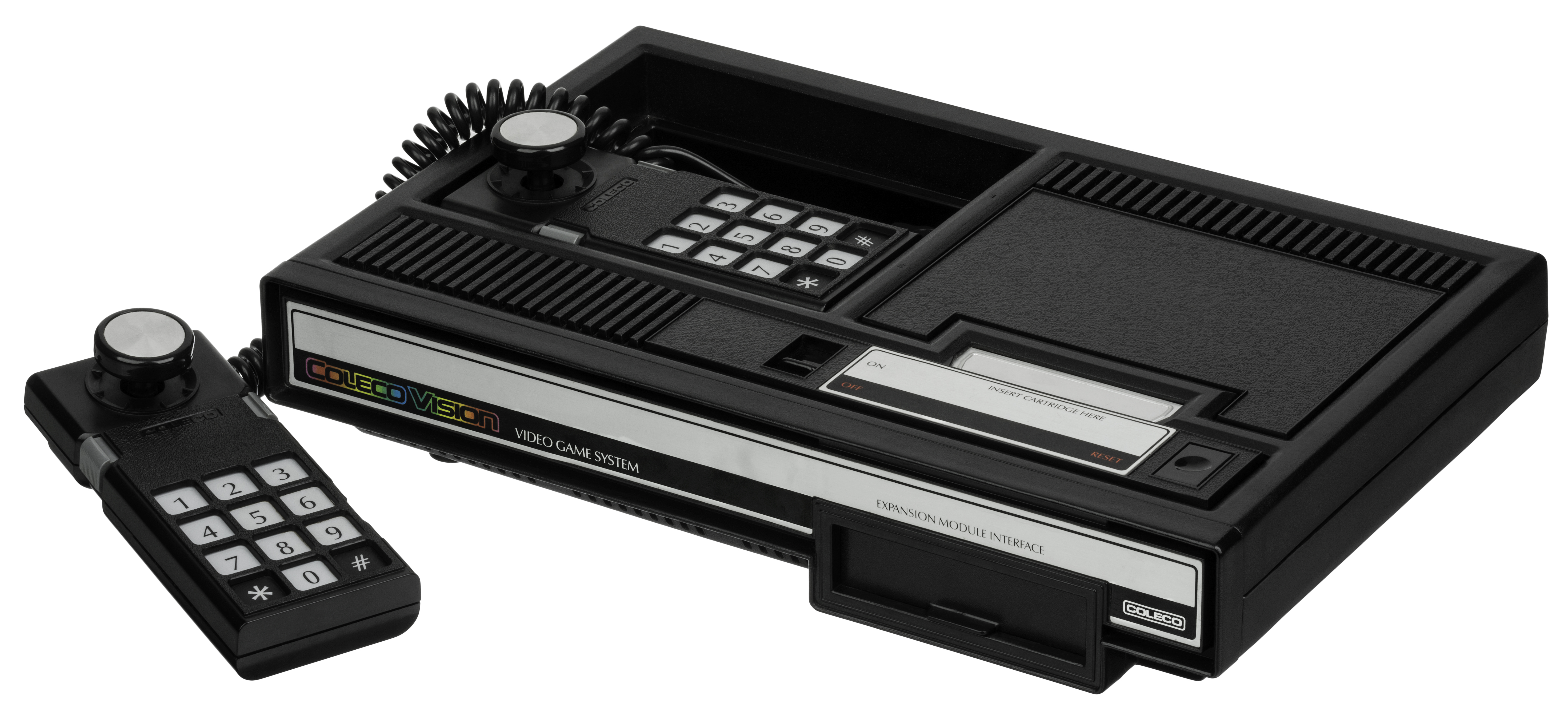
Der ColecoVision

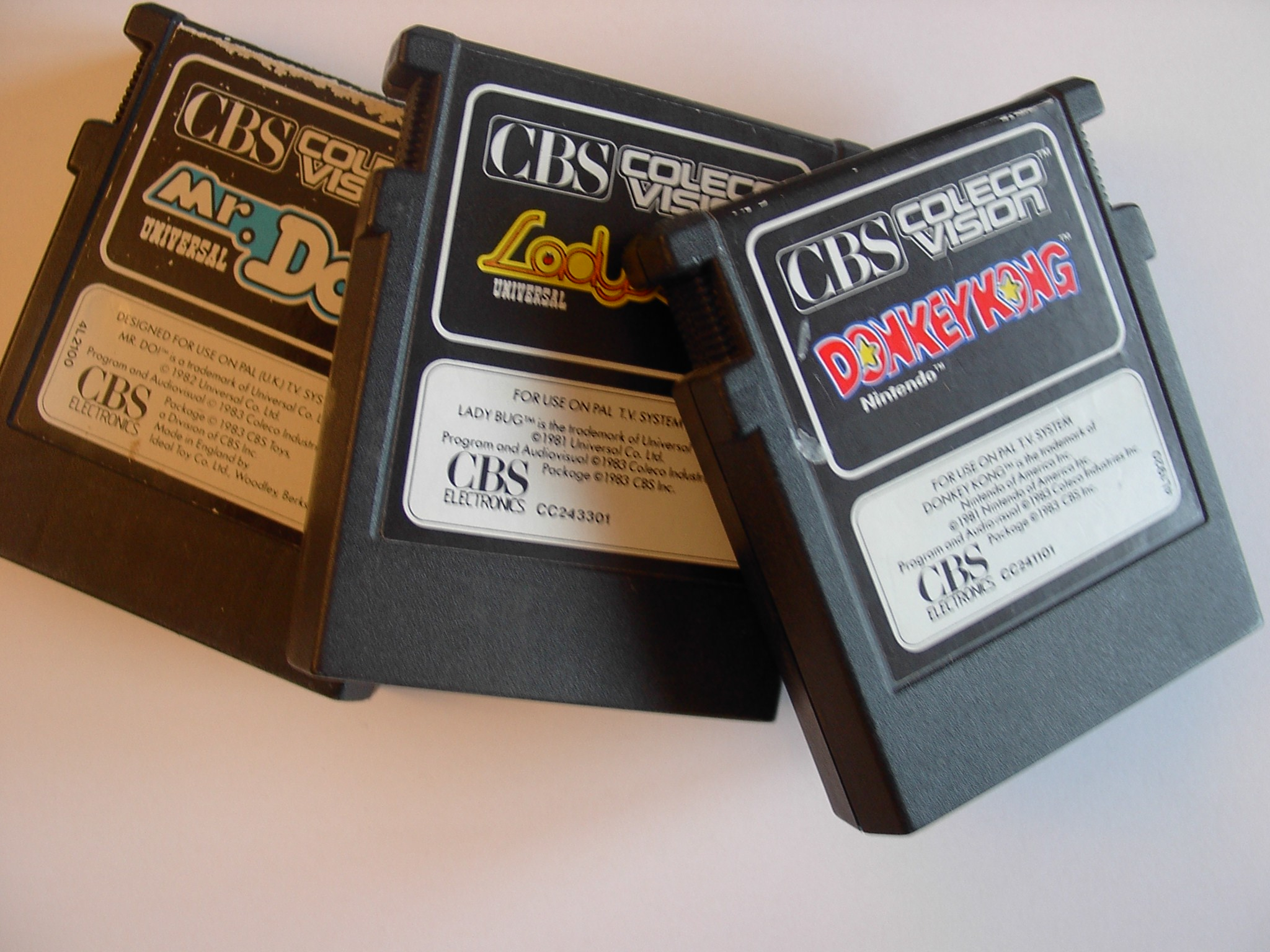
Beispiel für einige Cartridges des Systems

Diese Liste führt sämtliche Spiele für das Videospielsystem ColecoVision in alphabetischer Reihenfolge auf. Diese Liste enthält auch bekannte Homebrew-Spiele und unveröffentlichte Prototypen für das System. Das bekannteste Spiel für das System wurde das Arcade-Spiel Donkey Kong von Nintendo, das erstmals für den Konsolenmarkt portiert wurde. Weitere bekannte Spiele waren Donkey Kong Jr., Carnival, Lady Bug, Mouse Trap und Zaxxon.

## 0–9
- 2010: The Graphic Action Game

## A
- A.E. Anti-Environment Encounter (Homebrew)
- Alcazar: The Forgotten Fortress
- Alphabet Zoo
- Amazing Bumpman
- Amazing Snake (Homebrew)
- Antarctic Adventure
- Aquattack
- Artillery Duel
- Artillery Duel/Chuck Norris Superkicks („Double-Ender cartridge“)
- Astro Invader (Homebrew)

## B
- Bank Panic (Homebrew)
- Bankruptcy Builder (Homebrew)
- B.C.’s Quest for Tires
- B.C. II: Grog’s Revenge
- Beamrider
- Bejeweled (Homebrew)
- Blockade Runner
- Boulder Dash
- Brain Strainers
- Buck Rogers: Planet of Zoom
- Bump 'n' Jump
- Burgertime
- BUSTin-Out (Homebrew)

## C
- Cabbage Patch Kids: Adventures in the Park
- Cabbage Patch Kids Picture Show
- Campaign '84
- Carnival
- Centipede
- Choplifter!
- Ȼi̅x̅ (Homebrew)
- Colecovision Game Pack #1 (Homebrew)
- Colecovision Game Pack #2 (Homebrew)
- Chuck Norris Superkicks
- Congo Bongo
- Cosmic Avenger
- Cosmic Crisis
- Cosmic Fighter 2 (Homebrew)
- Cosmic Fighter 3 (Homebrew)
- CVDrum (Homebrew)
- Cye (Homebrew)

## D
- Dacman (Homebrew)
- The Dam Busters
- Dance Fantasy
- The Activision Decathlon
- Defender
- Deflektor Kollection (Homebrew)
- Destructor
- Dig Dug
- Donkey Kong
- Donkey Kong Jr.
- Double Breakout (Homebrew)
- Dr. Seuss' Fix-Up the Mix-Up Puzzler
- Dragonfire
- The Dukes of Hazzard

## E
- Escape from the Mindmaster (Unreleased prototype)
- Evolution

## F
- Facemaker
- The Fall Guy (Unreleased prototype)
- Fathom
- Flipper Slipper
- Fortune Builder
- Fraction Fever
- Frantic Freddy
- Frenzy
- Frogger
- Frogger II: Threeedeep!
- Front Line

## G
- Galaxian
- Gateway to Apshai
- Ghostblaster (Homebrew)
- Ghost'n Zombie (Homebrew)
- Girl's Garden (Homebrew)
- Gorf
- Golgo 13 (Homebrew)
- Gulkave (Homebrew)
- Gust Buster
- Gyruss

## H
- H.E.R.O.
- The Heist

## I
- Illusions
- It's Only Rock 'N Roll

## J
- James Bond 007
- Jeepers Creepers (Homebrew)
- Joust (Unreleased prototype; Homebrew 2014)
- Jukebox
- Jumpman Jr.
- Jungle Hunt

## K
- Ken Uston Blackjack/Poker
- Kevtris (Homebrew)
- Keystone Kapers
- Kung Fu Superkicks

## L
- Lady Bug
- Learning with Leeper
- Linking Logic
- Logic Levels
- Looping
- Lord of the Dungeon

## M
- Magical Tree (Homebrew)
- Mario Bros (Homebrew)
- M*A*S*H (Unreleased prototype)
- Maze Maniac (Homebrew)
- Memory Manor
- Meteoric Shower
- Miner 2049er
- Monkey Academy
- Monster Bash (Homebrew)
- Monster Masher (Homebrew)
- Montezuma's Revenge
- Moon/Matt Patrol (Unreleased prototype)
- Moonsweeper
- Motocross Racer
- Motocross Racer/Tomarc the Barbarian („Double-Ender“)
- Mountain King
- Mouse Trap
- Mr. Chin (Homebrew)
- Mr. Do!
- Mr. Do!'s Castle
- Ms. Space Fury (Homebrew)
- Music Box demo (Unreleased prototype)

## N
- Ninja Princess (Homebrew)
- Nova Blast

## O
- Oil's Well
- Omega Race
- One on One Basketball
- Othello

## P
- Pac-Man (Unreleased prototype)
- Pac-Man Collection (Homebrew)
- peek-a-boo (Homebrew)
- Pepper II
- Ping Pong / Billiards, Konami's (Homebrew)
- Pitfall!
- Pitfall II Arcade (Homebrew)
- Pitfall II: Lost Caverns
- Pitstop
- Popeye
- Porkys (unreleased prototype)
- Power Lords
- Purple Dinosaur Massacre (Homebrew)

## Q
- Q*bert
- Q*bert's Qubes
- Oil's Well
- Quest for Quintana Roo

## R
- Reversi (Homebrew)
- River Raid
- Road Fighter (Homebrew)
- Robin Hood
- Robin Hood/Sir Lancelot („Double-Ender“)
- Roc 'N Rope
- Rock n' Bolt
- Rocky Super Action Boxing
- Rolloverture
- Root Beer Tapper

## S
- Sammy Lightfoot
- Schlange CV (Homebrew)
- Smurfs (in Amerika als Schtroumpfs vermarktet)
- Search for the Stolen Crown Jewels (Homebrew)
- Search for the Stolen Crown Jewels 2 (Homebrew)
- Search for the Stolen Crown Jewels 3 (Homebrew)
- Sector Alpha
- Sewer Sam
- Shunting Puzzle (Homebrew)
- Side Trak (Homebrew)
- Sir Lancelot
- Skiing
- Sky Jaguar (Homebrew)
- Slither
- Slurpy
- Smurf Challenge (Homebrew)
- Smurf Paint 'n' Play Workshop
- Smurf: Rescue in Gargamel's Castle
- Space Fury
- Space Invaders Collection (Homebrew)
- Space Invasion (Homebrew)
- Space Panic
- Spectar (Homebrew)
- Spectron
- Spy Hunter
- Squares! (Homebrew)
- Squish 'Em Featuring Sam
- Star Fortress (Homebrew)
- Star Force (Homebrew)
- Star Trek: Strategic Operations Simulator
- Star Wars: The Arcade Game
- Steamroller
- Strike It
- SubRoc-3D
- Super Action Baseball
- Super Action Football
- Super Action Soccer
- Super Cobra
- Super Crossforce
- Super Sketch

## T
- Tank War
- Tarzan
- Telly Turtle
- Terra Attack (Homebrew)
- Threshold
- Time Pilot
- Tomarc the Barbarian
- Tournament Tennis
- Turbo
- Tutankham

## U
- Up'n Down

## V
- Venture
- Victory

## W
- WarGames
- War Room
- Wing War
- The Wizard of Id's Wiz Math
- Word Feud

## Y
- Yie Ar Kung Fu (Homebrew)

## Z
- Zaxxon
- Zenji